# Elaphidion mucronatum
Elaphidion mucronatum es una especie de escarabajo longicornio del género Elaphidion, tribu Elaphidiini, subfamilia Cerambycinae. Fue descrita científicamente por Say en 1824.

## Descripción
Mide 13-20 milímetros de longitud.

## Distribución
Se distribuye por Canadá, Estados Unidos y México.